# Bombycopsis bipars
Bombycopsis bipars är en fjärilsart som beskrevs av Walker 1855. Bombycopsis bipars ingår i släktet Bombycopsis och familjen ädelspinnare. Inga underarter finns listade i Catalogue of Life.